# Port Grimaud

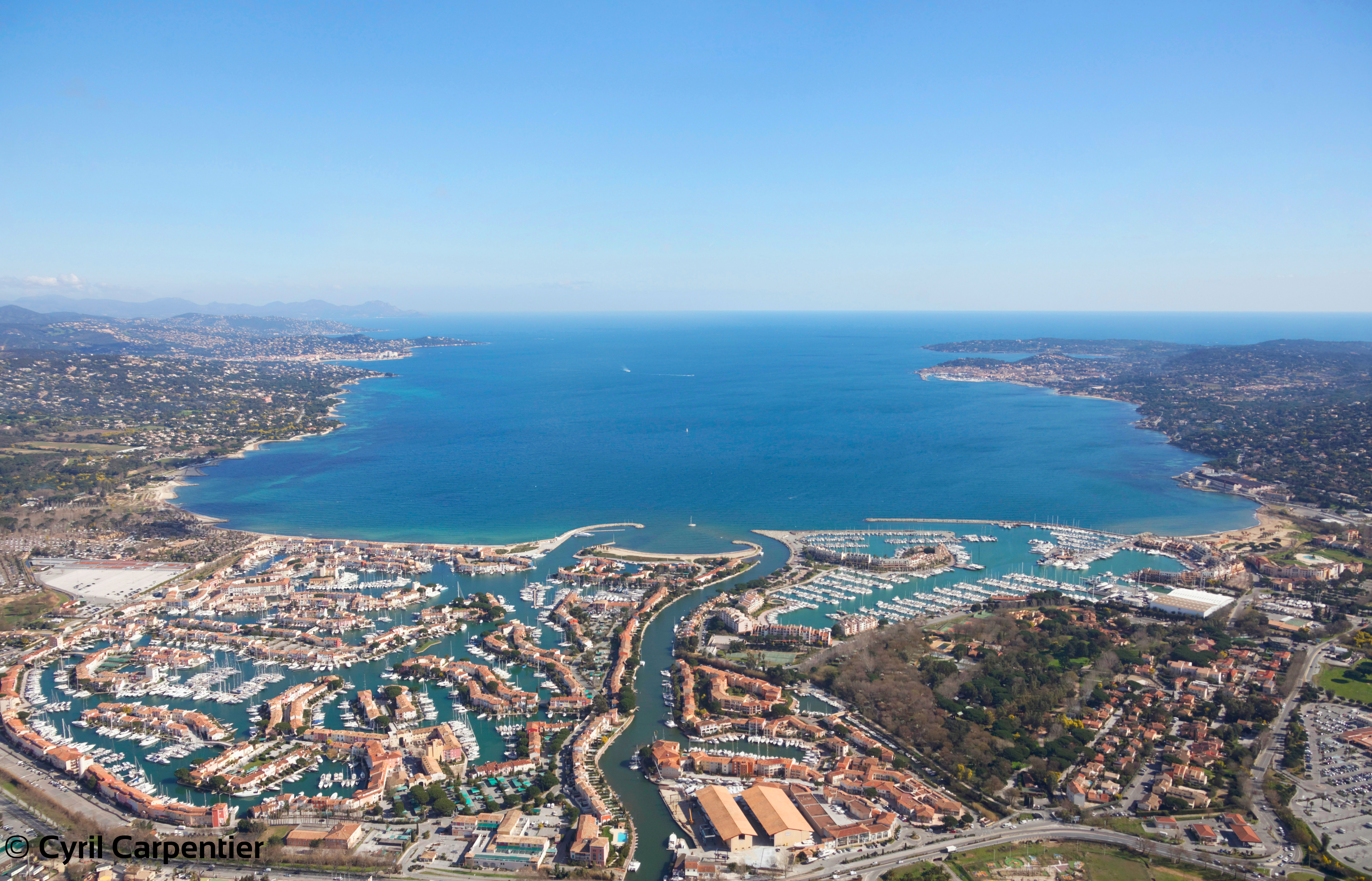
Port Grimaud

Port Grimaud ist eine vom Architekten François Spoerry gegründete, seit den 1960er Jahren bestehende südfranzösische Tourismussiedlung, mit dem Charakter einer postmodernen Planstadt, die sich bewusst an  traditionelle mediterrane Bauformen anlehnt.
Das privat finanzierte Vorhaben der Luxuskategorie wurde ab 1964 auf trockengelegtem Lagunen- und Sumpfland der Gemeinde Grimaud im Département Var realisiert. Vorbild der Anlage ist Venedig mit seinen Kanälen, Brücken und Fußgängergässchen. Die einzelnen Häuser sind mit  Bootsanlegeplätzen für die Privatjachten der Besitzer ausgestattet.
Die Anlage wurde 1974  erweitert, blieb aber nach wie vor eine Privatsiedlung, inklusive der Straßen und öffentlichen Räume. Der Ansturm von Touristen hat in den 2000er Jahren zu Maßnahmen der Eigentümergemeinschaft geführt, die bedrohte Privatsphäre stärker zu schützen. Unter anderem wurden einzelne Verkehrswege für Besucher von außen geschlossen.

## Trivia
Die Krimikomödien "Die Unverbesserlichen" um Monsieur Lipaire von Volker Klüpfel und Michael Kobr spielen in Port Grimaud.